# Manufacturing Excellence Award

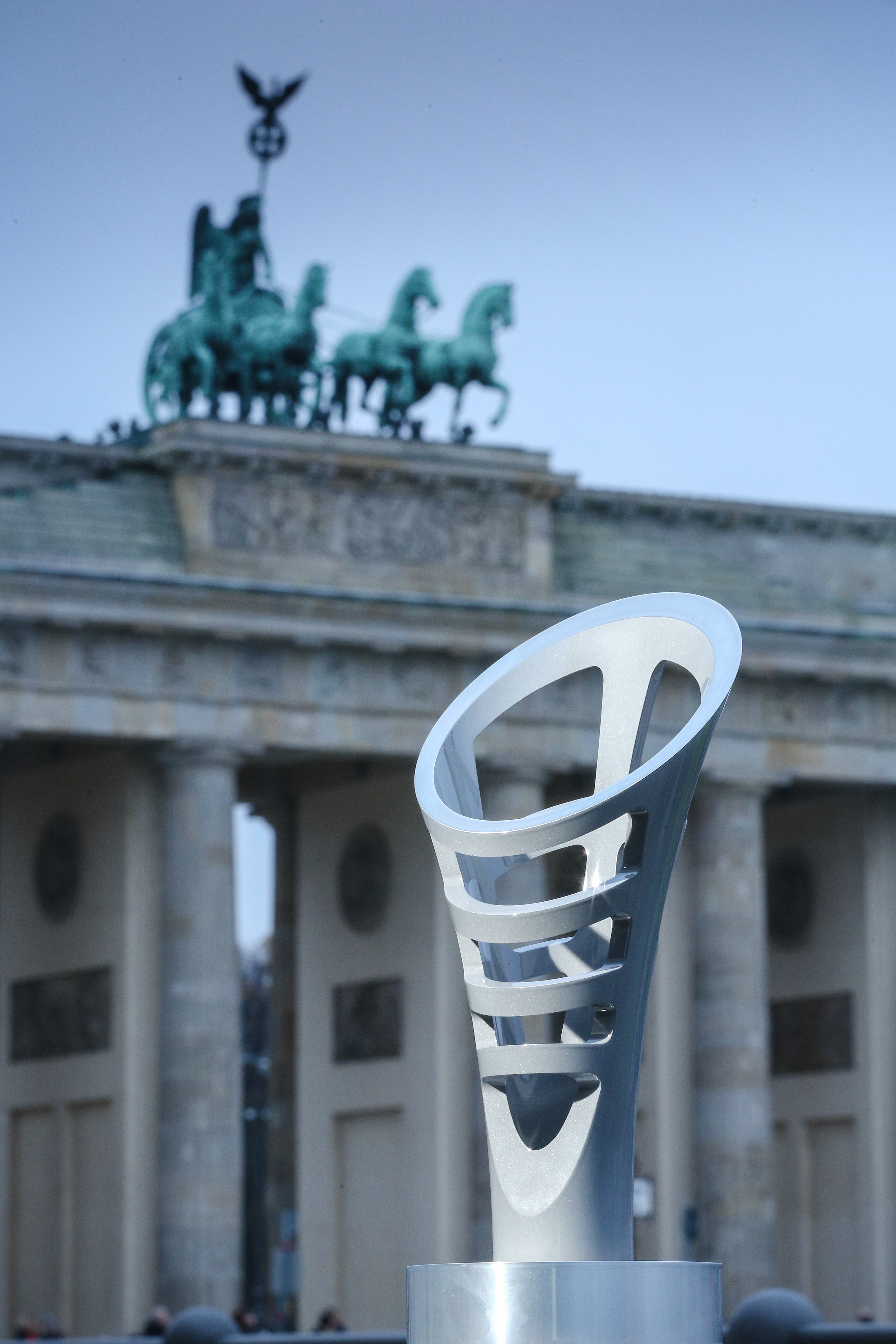
Trophäe des Manufacturing Excellence (MX) Award vor dem Brandenburger Tor.

Der Manufacturing Excellence (MX) Award ist ein Benchmarking-Wettbewerb, der herausragende Best Practices von Produktionsunternehmen auszeichnet. Seit seiner Einführung in Deutschland im Jahr 2004 prämiert der Preis Unternehmen, die durch innovative Strategien, effiziente Prozesse und eine zukunftsorientierte Unternehmenskultur überzeugen. Der Wettbewerb orientiert sich an einem wissenschaftlich fundierten Bewertungsmodell, das Unternehmen anhand zentraler Kriterien der Exzellenz in Produktion und Management analysiert.
Träger des Wettbewerbs ist der Manufacturing eXcellence e.V., ein gemeinnütziger Verein, der den Wissenstransfer zwischen Wirtschaft und Wissenschaft aktiv fördert.

## Historie
Ursprünglich in England gegründet, hat der Verein seinen Ursprung im Manufacturing eXcellence-Netzwerk, das 2004 nach Deutschland gebracht wurde. Mit der Gründung als eingetragener Verein (e.V.) im August 2024 wurde eine stabile Basis geschaffen, um langfristige Projekte strukturiert voranzutreiben. Die Gründungsversammlung im Juni 2024 legte den Grundstein, als zentrale Vertreter aus Industrie und Wissenschaft die gemeinsamen Ziele und Strukturen definierten.
Ziel ist es, Unternehmen im deutschsprachigen Raum dabei zu unterstützen, ihre Wettbewerbsfähigkeit durch den Austausch bewährter Methoden (Best Practices) und praxisnahe Analysen zu stärken. Das MX Netzwerk bietet darüber hinaus mit den jährlich stattfindenden MX Dialogues eine Plattform für Führungskräfte und Experten, um aktuelle Herausforderungen und Zukunftsthemen der produzierenden Industrie zu diskutieren.  Über Formate wie Workshops, Lernreisen und den jährlichen MX Award unterstützt das Netzwerk Unternehmen dabei, ihre Stärken zu identifizieren und weiterzuentwickeln.

## MX Award
Ziel des MX Award ist es, Best Practices zu identifizieren, den branchenübergreifenden Austausch zu fördern und so zur kontinuierlichen Verbesserung der Wettbewerbsfähigkeit beizutragen. 
Die Auszeichnung wird in mehreren Kategorien vergeben, die unterschiedliche Schwerpunkte der Unternehmensführung und Fertigung abdecken. Die Kategorie Produktionsinnovation bewertet die Fähigkeit eines Unternehmens, innovative und effiziente Produktionsprozesse zu entwickeln und nachhaltig umzusetzen. Logistik & Netzwerkmanagement legt den Fokus auf die gesamte Wertschöpfungskette und untersucht, wie Unternehmen ihre Lieferketten und Netzwerke effizient und resilient gestalten. Die Kategorie Informationstechnologie betrachtet den digitalen Reifegrad und den Einsatz von IT-Lösungen zur Optimierung betrieblicher Prozesse. Organisation & Kultur bewertet, wie Unternehmen eine leistungsfördernde Unternehmenskultur etablieren und Mitarbeitende in Veränderungsprozesse einbinden. In der Kategorie Gesamtpreis wird das Unternehmen mit der besten Gesamtperformance über alle bewerteten Bereiche hinweg ausgezeichnet.
Der MX Award wird jährlich vergeben und richtet sich an Unternehmen aller Größenordnungen.

## MX Dialogue
Der MX Dialogue ist ein mehrmals im Jahr stattfindendes Fachforum, das Experten aus Wissenschaft und Industrie zusammenbringt. Ziel des MX Dialogue ist es, durch praxisnahe Vorträge, Podiumsdiskussionen und interaktive Formate einen Wissenstransfer zwischen Unternehmen und Forschungseinrichtungen zu fördern. Dabei stehen Themen wie Digitalisierung, Nachhaltigkeit, Resilienz in der Lieferkette oder innovative Produktionsmethoden im Fokus. Hochrangige Vertreter aus Wirtschaft und Wissenschaft teilen ihre Erfahrungen und erörtern Lösungsansätze für aktuelle Herausforderungen der Industrie. Der MX Dialogue richtet sich an Fach- und Führungskräfte aus der produzierenden Industrie, die sich über neueste Entwicklungen informieren und Netzwerke mit anderen Unternehmen und Experten aufbauen möchten. 